# Eurysternus squamosus
Eurysternus squamosus är en skalbaggsart som beskrevs av François Génier 2009. Eurysternus squamosus ingår i släktet Eurysternus och familjen bladhorningar. Inga underarter finns listade i Catalogue of Life.